# آنا فينوكتشيارو
آنا فينوكتشيارو (بالإيطالية: Anna Finocchiaro) هي سياسية ومحامية إيطالية وعضوة مجلس الشيوخ الإيطالي السابقة عن الحزب الديمقراطي، وُلدت في الحادي والثلاثين من شهر مارس (أذار) عام 1955 في موديكا في صقلية.

## حياتها
بعد أن درست فينوكتشيارو القانون عملت عام 1981 في بنك إيطاليا (Banca d’Italia). كانت من عام 1982 حتى عام 1985 قاضية في بلدة ليونفورتي وبعد ذلك أصبحت محامية في محكمة مدينة قطانية حتى عام 1987. انضمت لأول مرة إلى مجلس النواب الإيطالي في روما عن الحزب الشيوعي الإيطالي عام 1987 و كانت عضو في مجلس مدينة قطانية من عام 1988 حتى عام 1995. أنضمت فيما بعد إلى الحزب الشيوعي ديمقراطيو اليسار- يُعتبر وريث الحزب الشيوعي الإيطالي المنحل- و ظلت حتى عام 2006 نائبة في مجلس النواب عن ذلك الحزب.
كانت فينوكتشارو وزيرة تكافؤ الفرص في حكومة برودي الأولى، وقادت اللجنة القانونية في مجلس النواب من عام 2001 حتى عام 2006. في عام 2006 دخلت تحالف (L’Ulivo) الذي كانت رئيسة تكتله. ترشحت في عام 2008 إلى منصب رئاسة حكومة صقلية -موطنها- و لكن كانت دون أدنى فرصة للفوز في الانتخابات المباشرة.من عام 2013 حتى عام 2016 شغلت منصب رئيسة الجنة الدستورية والداخلية في مجلس الشيوخ والتي فيها تم اقتراح إصلاح شامل لمجلس النواب الإيطالي وقانون جديد للانتخابات. و شغلت منصب وزيرة العلاقات البرلمانية في حكومة جينتيلوني في الفترة ما بين شهر ديسمبر ( كانون الأول) عام 2016 حتى الأول من يونيو (حزيران) عام 2018. لم تترشح فينوكتشارو في الانتخابات العامة الإيطالية 2018.
تجري المحاكم الإيطالية تحقيقًا مع زوجها بسبب إساءة استخدام مكتبه في التزوير والغش.